# Los Angeles senza meta
Los Angeles senza meta (L.A. Without a Map) è un film del 1998 diretto da Mika Kaurismäki.

## Trama
Barbara è una giovane statunitense aspirante attrice che, in viaggio in una cittadina dell'Inghilterra del nord, ha una breve relazione con Richard, un impresario di pompe funebri, che scrive necrologi per il giornale locale. Il vero sogno di Richard è in realtà sfondare nel mondo del cinema, quindi anziché sposare la figlia di un riccone e lavorare con il padre nella loro impresa di pompe funebri, va a Los Angeles all'inseguimento di Barbara di cui si è perdutamente innamorato. Poco tempo dopo che Barbara è tornata a Los Angeles, dove si guadagna da vivere facendo la cameriera in un ristorante giapponese, si ritrova davanti Richard che l'ha seguita per guadagnarsi un posto nell'olimpo del cinema Hollywood. Ma sfondare nel cinema non è così semplice: Richard dovrà usare tutte le sue armi per averla vinta su un altro pretendente, il bel regista Patterson che ha promesso a Barbara di farla diventare una star, e in questo si farà aiutare anche dal suo nuovo amico Moss.